# Katastrofa lotu Korean Air 801
Katastrofa lotu Korean Air 801 – 6 sierpnia 1997 roku Boeing 747 linii Korean Air (nr lotu 801) z 254 osobami na pokładzie rozbił się na wzgórzu  na Guamie. Zginęło 228 osób, a ocalało 26.

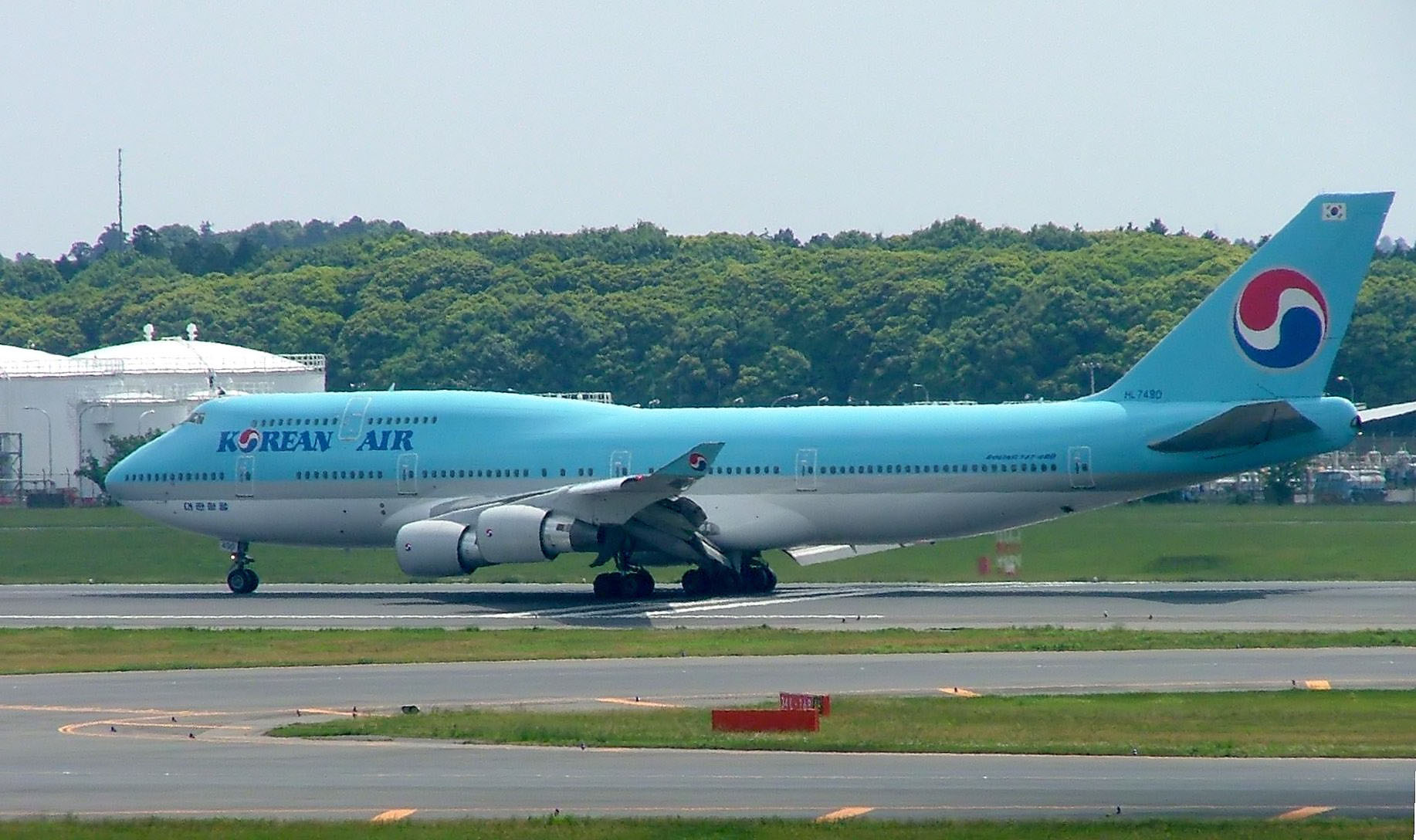
Boeing 747-400 w barwach Korean Air, podobna maszyna rozbiła się w USA

## Przebieg lotu
Samolot linii Korean Air – z 254 osobami na pokładzie wyruszył z portu lotniczego w Seulu, do portu lotniczego Guam w Hagåtña (ówczesne Agana) na wyspie Guam. O godzinie 1:42 podchodzący do lądowania samolot uderzył w pobliskie wzgórze i rozpadł się na cztery części, które zostały rozrzucone po pagórkowatym terenie dżungli. Maszyna stanęła w płomieniach (jak się później okazało, to pożar był przyczyną śmierci połowy pasażerów lotu 801).
Około godziny 3:00 kilku ratowników odnalazło miejsce katastrofy. Ulewny deszcz utrudniał ratownikom schodzenie z rannymi po śliskim zboczu, dlatego też wiele osób uzyskało pomoc dopiero około godziny 4 nad ranem. Rannych przetransportowano helikopterami wojskowymi do karetek pogotowia, które stacjonowały na szczycie pobliskiego wzgórza.

## Śledztwo
W trakcie śledztwa zidentyfikowano wiele przyczyn katastrofy (m.in. przemęczenie załogi, lądowanie w trudnych warunkach atmosferycznych, w nocy, bez widoczności pasa, przy częściowo wyłączonym systemie ILS) lecz za najważniejszą uznano błąd załogi polegający na zbyt późnym podjęciu decyzji o odejściu na drugi okrąg, mimo wielu czynników świadczących o tym, że lądowanie będzie prawdopodobnie niemożliwe. Inna kwestia, że przy kolejnym podejściu warunki nie uległyby znaczącej poprawie, a piloci nie dysponowali lotniskiem zapasowym — Guam to samotna wyspa pośród oceanu.
Zwrócono uwagę na fakt, że część systemu ILS (konkretnie jego najważniejsza, Glide Slope — ścieżka schodzenia) była wyłączona, na podstawie zapisów głosów w kabinie pilotów ustalono, że w trakcie podchodzenia do lądowania, uaktywniła się ona samoczynnie dwukrotnie, informując pilotów o zejściu ze ścieżki schodzenia. Mimo intensywnego śledztwa nie udało się ustalić przyczyny takiego zachowania się systemów pokładowych samolotu. Rozważano zakłócenia z pobliskiej bazy wojskowej, ale okazało się, że jest to baza morska, której urządzenia pracują na innej częstotliwości niż lotnicze. Loty testowe wokół lotniska na Guam również nie potwierdziły możliwości zaistnienia zakłócenia sygnału Glide Slope lotniskowego systemu ILS.
Na większości lotnisk działa dodatkowo system MSAW, ale z niejasnych do końca przyczyn został on przeprogramowany i alarmował o zbyt niskiej wysokości wobec innych samolotów zbliżających się do pasa (podchodzące do lądowania), ale znajdujące się w odległości około 80 km od lotniska — co czyniło go praktycznie bezużytecznym.
Z ustaleń śledczych wynikało ponadto, że samolot przewoził na pokładzie ponad dwieście litrów alkoholi ze sklepów Duty Free Shop, głównie w butelkach schowanych w schowkach nad głowami pasażerów. Powstała teoria, że w momencie uderzenia samolotu o ziemię, butelki rozbiły się, a parujący w wysokiej temperaturze rozlany alkohol zmieszał się z parami powietrza, wypełnił cały pokład pasażerski i jako mieszanka wybuchowa stał się źródłem dwóch silnych eksplozji, które targnęły samolotem już po rozbiciu się. Mogły one spowodować śmierć osób, które być może przeżyły samo uderzenie maszyny. Choć branża lotnicza (a w szczególności instytucje odpowiedzialne za bezpieczeństwo) ostrzeżenie przyjęły, nie przygotowano żadnych wskazówek dla pasażerów, ani nie zmieniono prawa lotniczego w tym zakresie.